# Niedax
Die Niedax Holding GmbH ist die Konzernobergesellschaft einer Unternehmensgruppe mit Sitz in Linz am Rhein. Die seit ihrer Gründung 1920 in Familienbesitz befindliche Unternehmensgruppe ist im Bereich der Elektro- und Gebäudeinstallationstechnik tätig. Die Niedax Group ist an 75 Standorten, davon 24 Produktionsstätten, in über 30 Ländern tätig. Joint Ventures bestehen mit FEMI-CZ und Steelline mit Sitz in Italien sowie mit R&M Electrical Group im britischen Southampton.
Das Kerngeschäft des Unternehmens ist die Konzeption und Herstellung von Kabelverlegesystemen. Mit über 50.000 Artikeln aus dem Bereich Elektroinstallation kommen die Produkte vor allem in öffentlichen Bauten, Tunneln, Infrastrukturprojekten, Industrie- und Automobilwerken, maritimen Anlagen sowie im Energiesektor und Schiffbau zum Einsatz. Das Unternehmen gilt als einer der weltweit führenden Hersteller von Kabeltragsystemen aus Metall. Rund 2700 Beschäftigte waren im September 2023 für die Gruppe tätig.

## Unternehmensgeschichte
Im Jahr 1920 gründeten die Ingenieure Alexander Niedergesäß und Fritz Axthelm in Berlin die Niedergesäß & Co. OHG. Fünf Jahre später wurde die Produktion ins brandenburgische Herzberg/Elster verlagert, kurz darauf folgte die Eintragung des Warenzeichens „Niedax“.
Im Jahr 1928 wurde der Niedax-Hülsen-Spreizdübel patentiert.
Nach dem Börsensturz von 1929 und der damit einhergehenden Wirtschaftskrise profitierte Niedax zunächst von der Kriegswirtschaft der Nationalsozialisten. Die Firmenzentrale wurde in der Nacht vom 29. auf den 30. Januar 1944 bei einem Luftangriff der Alliierten auf Berlin vollständig zerstört. Vier Mitarbeiter kamen ums Leben. Büro-, Montage- und Lagerräume waren vernichtet. Auch das Ausweichquartier in Lichterfelde wurde wenig später von Bomben zerstört.
Nach dem Zweiten Weltkrieg erfolgte der Wiederaufbau unter anderem mit der Gründung einer Zweigniederlassung in Linz am Rhein.
Ab dem 1. Januar 1955 firmierte der Standort Linz am Rhein als eigenständiges Unternehmen unter dem Namen Niedax GmbH. Die Niedergesäß & Co. OHG in Berlin blieb als selbstständige Firma bestehen. Weitere Patentanmeldungen ergänzten das Produktangebot, darunter dem Jahr 1954 eine Bügelschelle mit Hammerfuß.
Mit dem Erwerb eines Grundstücks von 280.000 m² Fläche im Industriegebiet in St. Katharinen bei Linz am Rhein wurde das Gelände für die Erweiterung der Produktionsmöglichkeiten geschaffen. Der Beginn des Programms zur Produktion von Kabelrinnen im Jahr 1971 war die Basis für den Wandel von der Werkstatt hin zur industriellen Fertigung. Im Jahr 1975 wurde eine eigene Feuerverzinkerei in Betrieb genommen. Im Laufe der 1970er Jahre wurde die Produktion vollständig nach St. Katharinen verlegt. Sitz der Hauptverwaltung des Unternehmens ist seither Linz am Rhein.
Seit Mitte der 1990er Jahre wuchs Niedax durch die Gründung von Niederlassungen und die Akquisition von Firmen im In- und Ausland.
Seit Sommer 2023 bezieht die Niedax Group CO2-reduzierten Stahl von verschiedenen Anbietern und verarbeitet diesen an unternehmenseigenen Standorten. Seit Februar 2024 setzt die Unternehmensgruppe CO2-reduziertes Zink in der eigenen Feuerverzinkerei ein.
Im Mai 2024 ist die Niedax Group als Gesellschafter bei Giga Fiber eingestiegen und beteiligt sich in diesem Rahmen am Glasfasernetz-Ausbau in Deutschland.
Die Unternehmensgruppe befindet sich seit Gründung zu 100 Prozent im Familienbesitz. Zum 1. Januar 2023 nahm eine neue operative Geschäftsführung ihre Tätigkeit auf.